# 越南共和國第2軍

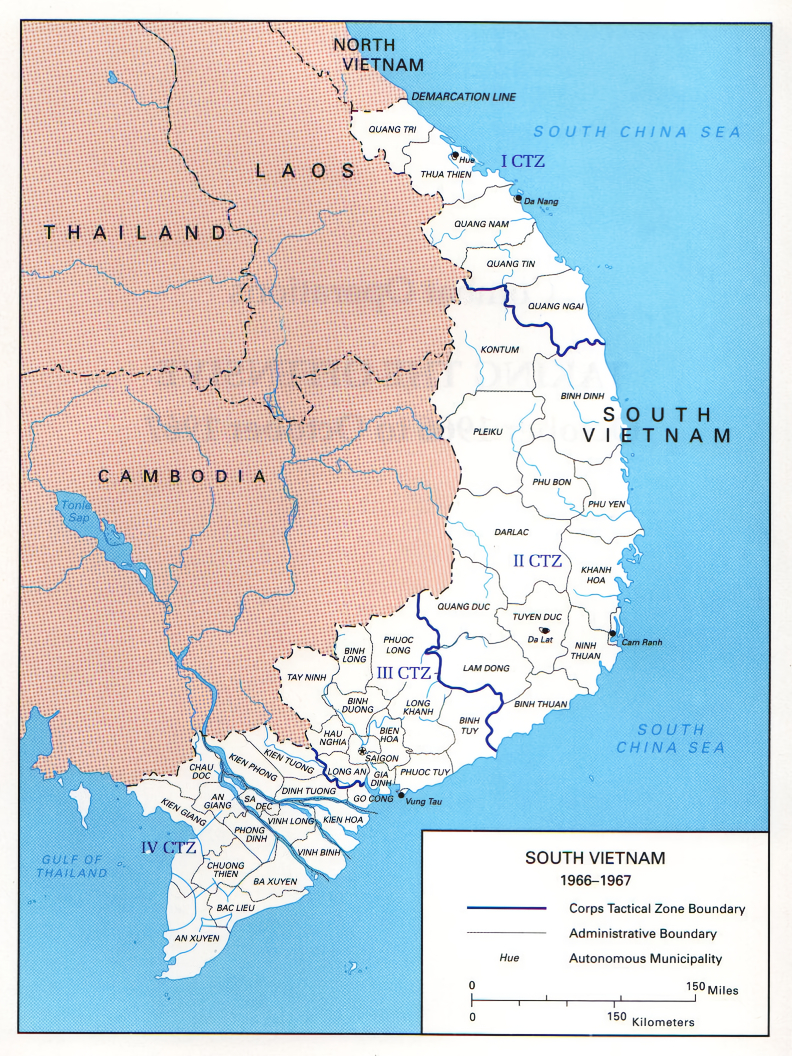
越南各軍區示意圖

第2軍是越南共和國軍（南越軍）4大軍級單位和戰術區中的一個，任務轄區是西原（中央高地）各省，軍部設在山城波來古。

## 所轄部隊
- 越南共和國第22步兵師
- 越南共和國第23步兵師